# 锡河畔戈讷维尔
锡河畔戈讷维尔（法語：Gonneville-sur-Scie，法語發音：[ɡɔnvil syʁ si]）是法国滨海塞纳省的一个市镇，属于迪耶普区。

## 地理
锡河畔戈讷维尔（49°45'19"N, 1°4'28"E）面积8.73 平方千米，位于法国诺曼底大区滨海塞纳省，该省份为法国北部沿海省份，其西部及北部濒大西洋英吉利海峡，东起顺时针与索姆省、瓦兹省、厄尔省和卡爾瓦多斯省接壤。
与锡河畔戈讷维尔接壤的市镇（或旧市镇、城区）包括：科地区博瓦尔、贝尔梅尼勒、克里克托-叙隆格维尔、锡河畔厄格勒维尔。

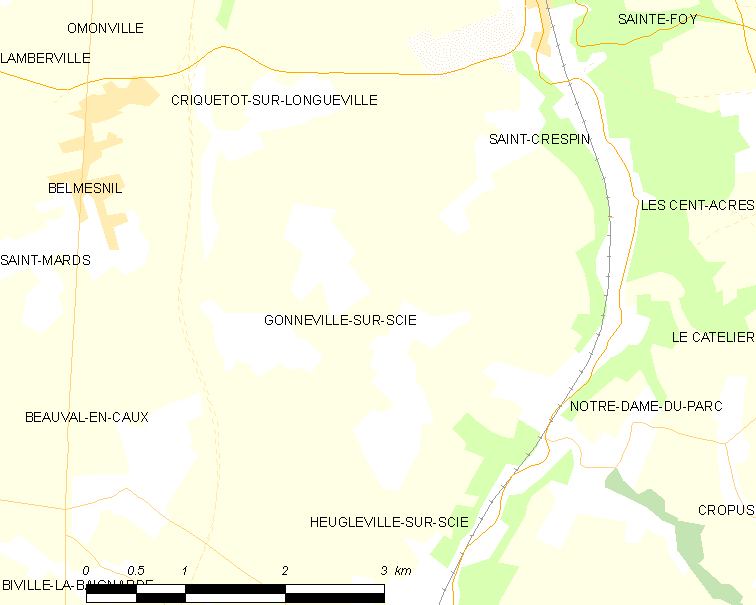
锡河畔戈讷维尔的OSM定位图

锡河畔戈讷维尔的时区为UTC+01:00、UTC+02:00（夏令时）。

## 行政
锡河畔戈讷维尔的邮政编码为76590，INSEE市镇编码为76308。

## 政治
锡河畔戈讷维尔所属的省级选区为吕讷赖县。

## 人口

1962-2008年间锡河畔戈讷维尔人口变化图示

锡河畔戈讷维尔于2022年1月1日时的人口数量为548人。